# Kamalondo
Kamalondo est une commune de la ville de Lubumbashi en République démocratique du Congo. Elle fut la première commune créée, la ville ayant été scindée en deux communes au début du XXe siècle, la commune de Lubumbashi proprement dite, réservée aux résidents blancs, et au sud-est le quartier Albert (devenu Kamalondo).

## Quartiers
- Kitumaini
- Njanja